# Нижня Весь
Дольна Весь (словац. Dolná Ves) — село, громада округу Ж'яр-над-Гроном, Банськобистрицький край, центральна Словаччина, регіон Теков. Кадастрова площа громади — 2,37 км².
Населення 243 осіб (станом на 31 грудня 2017 року).

## Історія
Дольна Весь згадується в 1429 році.

## Населення
| Рік:            | 1994. | 2004.   | 2014.   | 2024.   |
| --------------- | ----- | ------- | ------- | ------- |
| Кількість осіб: | 242   | 227     | 235     | 234     |
| Різниця:        |       | -6,19 % | +3,52 % | -0,42 % |

| Рік:            | 2023. | 2024.   |
| --------------- | ----- | ------- |
| Кількість осіб: | 231   | 234     |
| Різниця:        |       | +1,29 % |